# Leptolamia compressa
Leptolamia compressa är en insektsart som först beskrevs av George Willis Kirkaldy 1907.  Leptolamia compressa ingår i släktet Leptolamia och familjen kilstritar. Inga underarter finns listade i Catalogue of Life.